# Nelson Balongo
Nelson Balongo (Tongeren, 15 april 1999) is een Belgisch voetballer met Congolese roots die sinds 2022 uitkomt voor ŁKS Łódź.

## Clubcarrière
Balongo ruilde in 2013 de jeugdopleiding van Standard Luik in voor die van Sint-Truidense VV. In september 2017 trok hij op zijn achttiende naar het Portugese Boavista FC, maar een jaar later haalde STVV de aanvaller terug naar Limburg. Enkele maanden later mocht Balongo met de Truiense A-kern mee op winterstage naar Spanje.
Op 27 juli 2019 mocht Balongo zijn profdebuut maken: op de eerste speeldag van de Jupiler Pro League kreeg hij van trainer Marc Brys een basisplaats tegen Royal Excel Moeskroen. In zijn eerste profseizoen klokte Balongo af op zeven officiële wedstrijden voor STVV. In de eerste wedstrijd van zijn tweede seizoen, op de tweede competitiespeeldag tegen RSC Anderlecht, scoorde hij zijn eerste doelpunt voor de club. Ondanks de goede voorboorde werd het evenwel niet het seizoen van Balongo, die dat seizoen geen enkele basisplaats kreeg van trainers Kevin Muscat en Peter Maes.
Op de vierde competitiespeeldag van het seizoen 2021/22 kreeg hij van trainer Bernd Hollerbach tegen KAS Eupen zijn eerste basisplaats sinds december 2019. Balongo bedankte met een doelpunt, maar desondanks verloor STVV de wedstrijd. Dat bleek echter niet de voorbode van een succesvol seizoen: Balongo schipperde het hele seizoen tussen tribune en bank, en kreeg enkel nog in de bekerwedstrijd tegen RFC Seraing een basisplaats. Op het einde van het seizoen liep zijn contract bij STVV af.
In juni 2022 ondertekende Balongo een driejarig contract bij de Poolse eersteklasser ŁKS Łódź.

## Clubstatistieken
| Seizoen         | Club              | Land            | Competitie      | Competitie | Competitie | Beker | Beker | Supercup | Supercup | Europees | Europees | Totaal | Totaal |
| Seizoen         | Club              | Land            | Competitie      | Wed.       | Dlp.       | Wed.  | Dlp.  | Wed.     | Dlp.     | Wed.     | Dlp.     | Wed.   | Dlp.   |
| --------------- | ----------------- | --------------- | --------------- | ---------- | ---------- | ----- | ----- | -------- | -------- | -------- | -------- | ------ | ------ |
| 2019/20         | Sint-Truidense VV | Vlag van België | Eerste klasse A | 7          | 0          | 0     | 0     | —        | —        | —        | —        | 7      | 0      |
| 2020/21         | Sint-Truidense VV | Vlag van België | Eerste klasse A | 7          | 1          | 1     | 0     | —        | —        | —        | —        | 8      | 1      |
| 2021/22         | Sint-Truidense VV | Vlag van België | Eerste klasse A | 10         | 1          | 1     | 0     | —        | —        | —        | —        | 11     | 1      |
| 2022/23         | ŁKS Łódź          | Vlag van Polen  | I liga          | 0          | 0          | 0     | 0     | —        | —        | —        | —        | 0      | 0      |
| Carrière totaal | Carrière totaal   | Carrière totaal | Carrière totaal | 24         | 2          | 2     | 0     | 0        | 0        | 0        | 0        | 26     | 2      |

Bijgewerkt op 28 juni 2022.

## Interlandcarrière
Balongo werd geboren in België, maar debuteerde in 2018 als Congolees jeugdinternational.